# Avitta australis
Avitta australis är en fjärilsart som beskrevs av Holloway 1979. Avitta australis ingår i släktet Avitta och familjen nattflyn. Inga underarter finns listade i Catalogue of Life.